# Gyula Gömbös
Gyula Gömbös de Jákfa (26 de dezembro de 1886 – 6 de outubro de 1936) foi um militar e político de ideologia Conservadora Húngaro que serviu como Primeiro Ministro da Hungria de 01 de outubro de 1932 até sua morte em 6 de Outubro de 1936.
Major-General do Exército Húngaro e combatente da Primeira Guerra Mundial, fundou uma importante Associação de Veteranos de guerra em novembro de 1918. Importante figura da Contrarrevolução Húngara, ficou conhecido por suas medidas de tendências ditatoriais.
Um dos primeiros e mais importantes defensores da implantação do Fascismo em Hungria, ele foi relegado politicamente pela elite conservadora entre 1923 e 1928. Nesta data, ele retornou ao governo, primeiro como Secretário de Estado e mais tarde como Ministro de Defesa.
Em 1932, ele foi nomeado Primeiro Ministro. Grande admirador do Terceiro Reich e da Itália Fascista, não conseguiu arrebatar o poder completamente aos conservadores. Faleceu em 1936, antes do fim de seu mandato. 

## Biografia
Nascido na aldeia de Tolna County em Murga —Então parte do Império Áustro-Húngaro— que tinha uma população fortemente miscigenada entre Húngaros e Germânicos. Filho de agricultores Suabos (Alemães Húngaros) —Seu sobrenome original era Knöpfle e sua mãe não falava húngaro—. Gömbös entrou para o Exército austro-húngaro como cadete em Pécs e rapidamente se tornou um membro do corpo de oficiais, servindo como capitão durante a Primeira Guerra Mundial. A família pertencia a Igreja Evangélica Húngara.
De origem relativamente humilde, hostil aos grandes negócios e a alta nobreza, assumiu, no entanto, um título aristocrático, fictício. O extremo anti-judaísmo, espalhado entre as minorias alemães da região, a defesa de uma justiça social moderada, um intenso chauvinismo romântico e hostilidades para com a classe dominante marcaram sua visão política.

## Pós guerra e relações com o Regente
Enquanto no exército, Gömbös tornou-se um acérrimo defensor da Separação Húngria-Áustria e um amargo crítico dos Habsburgos. Após o fim da Primeira Guerra Mundial e a Hungria separar-se da Áustria, Gömbös juntou forças húngaras conservadoras em Szeged que não estavam dispostos a apoiar o comunista de Béla Kun, que havia tomado o controle da Hungria na primavera de 1919. Suas manifestações de ideologias ultradireitistas e anti-judaicas levaram a sua expulsão do Exército Republicano. Juntando forças militares para o Comité Antibolchevique, Gömbös tornou-se um aliado próximo do Conde Esteban Bethlen e de Miklós Horthy, o líder do governo anti-comunista em Szeged, e desempenhou um papel de liderança na organização exército de Horthy. Para seus serviços, Gömbös foi nomeado vice-ministro da Defesa no governo Szeged. Principal figura do Fascismo Conservador Húngaro, Gömbös, de notável visão política, adotou o adjetivo de Nacional Socialista antes de Hitler e, como defendido no início de 1920, pela aliança Roma-Berlim. Oposto ao Capitalismo Liberal e ao Comunismo —Ambos Judeus em sua opinião—, promoveu a criação de uma «internacional nacionalista».
Em 12 de Julho de 1919, foi destituído de seu posto na mudança de governo que levou ao gabinete Dezső Pattantyús-Ábrahám, mais aceitavel para França por ser mais moderado. Pouco antes tinha tentado chegar a um acordo com os liberais moderados, que falhou, precipitando a mudança de governo. Ainda em julho, formou sua própria organização secreta de ultradireita, que de «os doze capitães», formado por jovens oficiais perto de Horthy, dos quais estavam na casa das centenas a época.
Gömbös presidiu desde 19 de janeiro de 1919, também um grupo paramilitar, a Associação para a Defesa Nacional Húngaro (húngaro: Magyar Országos Véderő Egylet, ou MOVE), 15 de novembro, composto por veteranos de guerra e criado em Novembro de 1918 {Harvnp|Bodo|2004|p=159}} que os agentes Horthy incentivados a participar no final de 1919 a organização teve influência significativa sobre o período contrarrevolucinario e foi uma das primeiras organizações fascistas européias. Outro co-fundador foi o capitão Pál Prónay, famoso por acaudillar o principal descolamento paramilitar do período contra-revolucionário, com quem permaneceu, no entanto, tensas realções. Gömbös tentou em vão usar, para destruir o governo revolucionário de Mihály Károlyi no início de 1919, a criação de uma rede nacional de oficiais opostos a ele. Em 22 de febrero de 1919 foi proibido junto com o Partido Comunista Húngaro e Gömbös fugiu à Viena três dias mais tarde. Não voltou a reunir um grupo de contrarrevolucionarios. Mesmo assim, defendeu uma política diferente dos reacionários, um pseudosocialismo, o populismo agrário que ele definiu, em abril de 1919 como "nacional-socialismo", diferente do Marxismo e rejeitando a expropriação da propriedade privada ou a nacionalização dos Meios de produção. Seu nacionalismo e radicalismo agrário eram contrárias aos interesses da aristocracia, mas popular entre certos sectores, tais como os oficiais e funcionários exilados.

## Pela direita
Gömbös tinha sido um Smallholder antes da guerra, mas desviou-se bruscamente para a direita na convulsão seguinte a dissolução da Áustria-Hungria. Depois de Miklós Horthy tornar-se regente da Hungria em 1920, Gömbös se tornou o principal líder do emergente movimento nacionalista da Hungria, que estava ganhando algum apoio do povo em resposta ao breve período de regime comunista e com a assinatura do Tratado de Trianon, que resultou na perda Húngara de dois terços de seu território para nações vizinhas. Apesar de algumas divergências com Horthy, Gömbös era ativo na purga generalizada de húngaros comunistas e mais tarde organizou oposição militar em massa para o plano de Charles IV para recuperar seu trono, em 1921, um movimento que manteve Horthy firmemente no controle da Hungria. Mais tarde nesse ano, Gömbös tornou-se um dos líderes principais da oposição ao primeiro-ministro István Bethlen. Em 1929, Gömbös foi nomeado ministro da Defesa no governo Bethlen por Horthy.

## Primeiro Ministro
Em 1932, Horthy nomeou Gömbös para primeiro-ministro e o fez prometer que não pediria novas eleições. Gömbös se retratou publicamente sobre o seu anti-semitismo anterior, quando assumiu o cargo. A liderança judaica sob Stem e Szanto apoiou a nomeação de Gömbös e seus programas em troca de Gömbös prometer não promulgar as leis anti-judaicas e através de suas políticas não causar dano econômico aos judeus. Gömbös manteve sua promessa, e não promulgou as leis anti-judaicas.

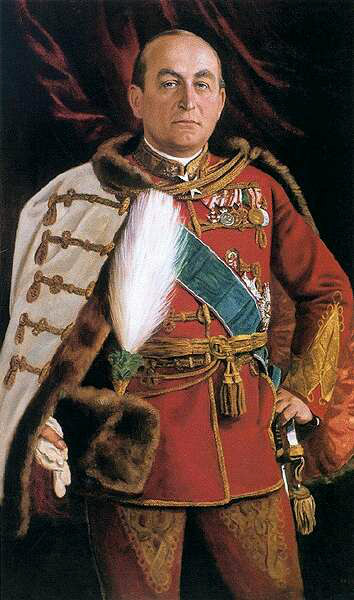
Gyula Gömbös com suas regalias

Como primeiro-ministro, Gömbös foi muito ativo na política internacional, a fim de obter apoio para a revisão do Tratado de Trianon e para reavivar a economia desastrosa. Um de seus principais objetivos era alinhar a Hungria em um eixo com a Itália e a Áustria. Pouco depois de se tornar primeiro-ministro, Gömbös voou para a Itália e visitou Benito Mussolini. Os dois chegaram a um acordo, e Mussolini deu à Gömbös seu apoio para a revisão do Tratado de Trianon. Mussolini também prometeu à Gömbös ajuda Italiana se a Hungria entrasse em guerra com a Jugoslávia e da Roménia, na tentativa de recuperar o antigo território da Hungria a partir dessas nações. Gömbös também formou uma aliança com a Alemanha, a fim de ganhar o favor de revisão do Tratado de Trianon e para reavivar economia em dificuldade da Hungria. Quando Adolf Hitler tornou-se chanceler da Alemanha em 1933, Gömbös se tornou o primeiro chefe de uma nação estrangeira a visitar o líder nazista. Pouco tempo depois, Gömbös assinou um importante acordo comercial com a Alemanha, que iria melhorar muito a economia em dificuldade da Hungria que em 1930 progrediu. Gömbös finalmente decidiu alinhar a Hungria principalmente com a Itália e a Áustria, quando Hitler deixou claro para Gömbös que, enquanto ele apoiaria a Hungria em um esforço para recuperar a terra da Tchecoslováquia, ele não apoiaria a Hungria contra a Roménia ou a Jugoslávia. Hitler também foi contra os planos Gömbös para expandir o tamanho e o poder do exército húngaro, enquanto Mussolini apoiou a ideia.

## Morte em Serviço
No entanto, Gömbös não viveu para ver seus planos ambiciosos se concretizarem. Gömbös, após uma longa doença, morreu de câncer testicular em Munique no dia 6 de outubro de 1936. 

## enterro
Gömbös foi enterrado entre as circunstâncias excepcionais, o cortejo fúnebre foi assistido por centenas de milhares de húngaros, sua Catafalque foi visitada por muitos dignitários de seu tempo desde que ele era chefe de governo.